# Aldabrachelys
Aldabrachelys is een geslacht van reuzenschildpadden uit de familie landschildpadden (Testudinidae). De enige nog levende soort is de Seychellenreuzenschildpad. Twee uitgestorven soorten kwamen voor in Madagaskar.

## Soorten
Het geslacht omvat de volgende soorten:
- †Aldabrachelys abrupta
- †Aldabrachelys grandidieri
- Seychellenreuzenschildpad (Aldabrachelys gigantea)